# カッパケリス・オオクライ
カッパケリス・オオクライ（学名：Kappachelys okurai）は、中生代白亜紀前期（約1億3000万年前）に生息していたカメ類の生物である。属名の Kappachelys カッパケリスは、日本語の「河童」 (kappa) とギリシア語の "chelys" （「亀」の意）を組み合わせたもので、「河童亀」を意味する。種小名の okurai オオクライは化石発見者の大倉正敏にちなみ、"i"は人名につけられる接尾語である。

## 新種発見
1994年12月に石川県白山市桑島（旧白峰村）の大嵐谷付近の手取層群赤岩層（中生代白亜紀前期、約1億3000万年前の地層）を調査中に化石が発見された。手取層群の中で、赤岩層より下位の地層からは、原始的なカメ類しか発見されていなかったが、赤岩層より上位の地層からは真性のスッポン科（鱗板や縁板がなくなっている）が確認されていた。早稲田大学国際教養学部教授の平山廉によって調査・研究がおこなわれ、スッポン科にきわめて近縁であるが、より祖先的な新属新種のカメ類であることが明らかとなった。

## 特徴
発見された2片の化石はいずれも甲羅の一部で、大きさ約1 - 3センチメートルであった。甲羅の表面にはスッポンに特有の虫食い状の彫刻が発達しており、一般的なカメの特徴である鱗の痕跡が甲羅の表面に見られず、甲羅のふちにはスッポンにはない「縁板（えんばん）」という硬い部分があった。全長は推定約15センチメートルで、小川などにいたとみられる。遊泳力に優れ、首が非常に長く、噛む力が強いなどの特徴があったと考えられている。

## スッポンの起源
カッパケリス・オオクライが発見されるまで、福井県勝山市とウズベキスタンで発見された1億1千万年前の化石が世界最古のスッポンと考えられてきたが、いずれもカッパケリス・オオクライに見られるようなカメの特徴はなかったため、スッポン科は1億1千万年ほど前のアジアに突然出現したとされてきた。しかしカッパケリス・オオクライの発見によってスッポン科の起源が少なくとも2千万年ほどさかのぼることになった。カッパケリス・オオクライは鱗がないことや甲羅表面の彫刻が強いという点ではスッポン科だが、スッポンにはない縁板が残っていたため（スッポンの場合軟骨に置き換わっている）、通常のカメからスッポン科が分かれたころの中間的な種（ミッシングリンク）だと考えられている。